# Boris Solonevitsj
Boris Loekjanovitsj Solonevitsj (Russisch: Борис Лукьянович Солоневич) (Gouvernement Grodno, 15 februari 1898 – Glen Cove (New York), 24 februari 1989) was een Russisch schrijver.

## Levensloop
Boris Solonevitsj was een zoon van de uitgever Loekjanov Solonevitsj, die een overtuigd tsarist was. Hij kreeg een medische opleiding, werd scoutsleider en weldra vicevoorzitter van de Russische scoutsbeweging. Hij was pas negentien toen de Rode Revolutie uitbrak en sloot zich aan bij diegenen die strijd voerden tegen het marxisme. Hij werd opgespoord en maakte kennis met de Loebjanka, de gevangenis van de geheime dienst. Aanvankelijk hoopte hij dat de revolutie en de terreur maar tijdelijk zouden zijn, maar moest vaststellen dat de communistische machine zich integendeel duurzaam installeerde. In 1926 werd hij een eerste maal veroordeeld, tot acht jaar gevangenis, maar na twee jaar wegens oogziekte vrijgelaten. In 1932 ondernam hij, met zijn vrouw Irina Pollinger, zijn zoon Yuri en zijn broer Ivan, het land te ontvluchten. Het mislukte en in 1933 deed hij opnieuw een poging, die weer mislukte en hem weer in de gevangenis bracht. 
In 1934 slaagde hij in een vlucht naar Finland, samen met zijn broer Ivan (1891–1953). Zijn vrouw, zijn zoons en zijn vader werden de ongelukkige slachtoffers van deze geslaagde vlucht. Na enkele tijd in Finland te hebben verbleven trokken beide broers naar Bulgarije, waar ze het weekblad voor migranten Golos Rossii stichtten. In een boek vertelde Boris over zijn persoonlijk wedervaren maar vooral legde hij uit welke ravages het bolsjewistisch systeem uitrichtte in de ziel en de geest van de jongeren. Hij vertelde ook over degenen die met volle overgave de jeugd hiertegen wilden beschermen.
In augustus 1937 kwamen Ivan en Boris Solonevitsj naar Brussel om er voordrachten te houden. Ze lokten een publiek aan met hun verhalen over scoutisme en sport (hoofdzakelijk worstelen). Ze hadden het ook over de wijze waarop ze in 1934 uit de Sovjet-Unie ontsnapt waren. Hun uiteenzettingen waren doorspekt met actieve propaganda tegen de bolsjewieken. Dat ze Brussel verkozen had zijn redenen. Vooreerst hadden de broers al herhaaldelijk om asiel in België gevraagd. Men was daar echter terughoudend geweest, omdat men al heel wat problemen had gehad zowel met Sovjetspionnen als met anti-Sovjet-migranten. Het was nog niet zo lang geleden dat diplomatieke betrekkingen met de Sovjet-Unie waren tot stand gekomen en men wilde de 'Russische Beer' niet provoceren. De broers namen vrede met een toeristisch visum dat makkelijker te verkrijgen was.
Zodra ze in België waren, zetten ze hun relaties aan het werk die er uiteindelijk in slaagden voor Boris een verblijfsvergunning te verkrijgen, met als doorslaggevend argument dat hij hier zijn zieke ogen wenste te laten verzorgen. Hij kon weldra een enthousiaste groep hoofdzakelijk Russische jongeren samenbrengen. Vanaf maart 1938 konden ze vergaderen in een clubhuis onder de naam van Russische Sportfederatie. In ditzelfde huis, gelegen in Sint-Gillis, stichtte Solonevitsj ook een House of the Russian Youth. Hij genoot nog een supplementaire sympathiserende populariteit doordat de zetel van de broers in Sofia in maart 1938 werd opgeblazen, waarbij hun schoonzus Tamara het leven liet. De hand hierin van de Sovjets was duidelijk en de verontwaardiging van de Russische migranten was internationaal zeer groot.
Solonevitsj zocht aansluiting bij de militairen onder de Russische migranten. Dit was niet eenvoudig, want in die kringen was er veel onenigheid onder meer door personenkwesties en als gevolg van Sovjet-infiltratie. De Russian General Military Union (ROVS) meende dat ze, als oud-militairen, politiek neutraal moesten blijven en met de door politieke houdingen gemarkeerde Solonevitsj niet kon samenwerken. Niettemin onderhield hij goede relaties met de Belgische voorzitter van de ROVS, generaal Boris Gartman (1878–1960), en met de internationale voorzitter van de ROVS, die in Brussel woonde, generaal Aleksei Arkhangel’skii (1872–1959). 
Een hevige tegenstander had hij al onmiddellijk in de persoon van Jurij L´vovič Vojcehovskij (1906–1944), een Rus met nazisympathieën, die de ambitie had de leider van de Russen in België te worden. Deze slaagde erin de hand te leggen op het House of the Russian Youth en op de Russische Sportfederatie. Hij belette Solonevitsj om nog verder initiatieven in België te nemen, verspreidde allerhande ongunstige roddels over hem onder de Russische emigranten en slaagde er zelfs in Boris in ruzie te krijgen met zijn broer die in Berlijn was neergestreken en er een krant Nasha Gazeta had opgericht, met duidelijke nazisympathieën.
In 1941, na de inval van de Duitse troepen in de Sovjet-Unie, slaagde Vojcehovskij, die nu, met de steun van de SS, de grote man was geworden binnen de Russische diaspora in België, om een paar dozijn van zijn tegenstanders, waaronder Solonevitsj, te doen opsluiten in het Gestapofort van Breendonk. Hij werd er mishandeld, maar met steun van de Militärbefehlshaber kon hij in september 1941 vrijkomen. Hij kwam tot het besluit dat het dringend was om zich zo koest mogelijk te houden. 
Zijn grote vijand Vojcehovskij bleef de hele oorlog het hoge woord voeren en de Russische emigranten domineren of schrik aanjagen. Op 1 september 1944, enkele dagen voor de Bevrijding, werd hij in de De Facqzstraat door onbekenden doodgeschoten. Dit gebeurde voor het nummer 71 waar het door de Duitsers gecontroleerde en door Vojcehovskij geleide Russische Selbsthilfsausschuß in Belgien/Russische Vertrauensstelle für Belgien was gehuisvest.

## Na de bevrijding
Ook al was de houding van Solonevitsj tijdens de bezetting niet helemaal zuiver, hij begon met optimisme aan zijn verder leven. Vooreerst legde hij de nadruk op zijn gevangenschap in Breendonk en begon eind september met een reeks bijdragen hierover, in het katholiek weekblad Vrai. Dit belette niet dat hij in oktober, op vermoeden van collaboratie, werd gearresteerd, wat als gevolg had dat de artikelreeks stopte. Dit belette de katholieke uitgever Pierre Goemaere niet om het volledige verhaal in boekvorm uit te geven. De steun van Goemaere was de eerste die Solonevitsj in de katholieke kringen ondervond en die door verschillende andere zou gevolgd worden.
Solonevitsj protesteerde met kracht tegen zijn aanhouding, hield zelfs een hongerstaking, maar de Staatsveiligheid drong aan op zijn verdere aanhouding. Op 2 maart 1945 werd hij in voorlopige vrijheid gesteld, maar in september opnieuw aangehouden, na een verzoek van de Sovjet-Unie om hem uit te leveren als oorlogsmisdadiger. België ging daar niet op in, maar de vervolging werd wel verdergezet. 
In het Klein Kasteeltje, waar hij werd opgesloten, leerde hij de aalmoezenier pater Edmond Drijvers s.j. (1904–1958) kennen, die de eerste was om hem bij de abt van Tongerlo, Emiel Stalmans (1898–1953), warm aan te bevelen. Drijvers schreef: "Ik kan hem zonder meer aanbevelen: hij is een welopgevoed man, schrijver, hevig anticommunist, weduwnaar, een onvoorwaardelijk verdediger van de christelijke beschaving en van een hoge morele standing. Hij is nog niet hertrouwd, maar verloofd met een Brusselse dame die ik ken en hij heeft veel geleden omwille van zijn idealen. Hij is orthodox, maar woont de katholieke erediensten bij en verhoopt zich te verzoenen met Rome. Gelet op zijn talenten als schrijver en redenaar zou hij veel goeds kunnen doen. Ik hoop dat u hem goed zult kunnen gebruiken. Kanunnik Edmond Leclef, de secretaris van de kardinaal, is een vriend van hem en volgt zijn zaak met bijzondere belangstelling." Bij de Staatsveiligheid was het een andere vriend die hem aanbeval, de dominicaan Felix Morlion, die in de spionagemilieus een goede bekende was.
Op 31 januari 1946 werd hij veroordeeld tot een jaar gevangenis en gelet op de voorhechtenis, werd hij op 2 maart 1946 in vrijheid gesteld. De veroordeling vermeldde 'samenwerking met de vijand en publiceren van anti-Sovjetromans tijdens de bezetting'. Het betekende tevens, op grond van artikel 123sexies van het Strafwetboek dat hij zijn burgerrechten verloor, niet meer in Brussel mocht wonen en het beroep van journalist niet meer mocht uitoefenen. 
Na zijn vrijlating nam Solonevitsj onmiddellijk zijn intrek in de abdij van Chevetogne en vanaf eind april in de abdij van Tongerlo. Gedurende de volgende twee jaar zou hij pendelen tussen de twee abdijen, met ook nog korte verblijven in de abdij van Leffe en de Sint-Andriesabdij bij Brugge. Af en toe betrok hij nog eens zijn woning in Brussel of werd hij opgevangen door zijn vriend Nicolas Belina-Podgaetsky, die was teruggekeerd in Eigenbrakel. In de abdij van Tongerlo maakte hij kennis met pater Werenfried van Straaten, die onder de naam Oostpriesterhulp was begonnen aan zijn campagne van steun aan de verdreven Duitsers uit Silezië en de Sudeten, de zogenaamde 'Ost-Vertriebenen'. Hij werkte mee aan het door Werenfried uitgegeven tijdschrift Toren. In dit tijdschrift verschenen hoofdstukken van Taina Solovkov, vertaald uit het Duits door Werenfried, onder de titel Het geheim van Solowki en in 1948 in boekvorm uitgegeven. 
In de lente van 1950 verscheen het eerste nummer van Rodina (of Motherland), het onafhankelijk anticommunistisch tijdschrift dat Solonevitsj oprichtte. De basisprincipes werden verkondigd: Geloof in God, liefde voor het Vaderland en standvastig anticommunisme. De disputen met concurrerende Russische publicaties voor migranten werden hierin publiek uitgevochten. 
In januari 1955 werd Solonevitsj, tot zijn verbazing, opnieuw veroordeeld tot een jaar gevangenis, maar in maart werd dit door het hof van beroep teruggebracht tot drie maanden, met onmiddellijke vrijlating. De veroordeling betrof niet meer rechtstreeks de oorlogstijd, maar het feit dat hij door het publiceren in Rodina in overtreding was met de vroegere veroordeling die hem verbod tot publiceren had opgelegd.
In 1956 verliet Solonevitsj België en vestigde zich in de Verenigde Staten. Hij bleef er verder het tijdschrift Rodina uitgeven tot in 1978. Hij had hierbij de steun van prins Sergei Belosel’skii-Belozerskii (1895–1978), die aan het hoofd stond van het in New York gevestigd Russisch Bevrijdingscomité. Het wegvallen van die steun en het feit dat hij zelf tachtig werd, betekende het einde van zijn strijdende activiteiten en stilaan verdween hij in de anonimiteit. Hij was ondertussen blind geworden.
Op 19 juli 1989 werd hij postuum door een rechtbank in Sint-Petersburg gerehabiliteerd.

## Publicaties
- Den’ vracha v konts-lagere, Sofia, 1937.
- Molodezh’ i GPU, Sofia, 1937.
- Lekariat razkazva, Sofia, 1938.
- Na sovetskoi nizovke, Sofia, 1938.
- Als Arzt in Zwangsarbeiterlager, Berlijn, Nibelungen-Verlag, 1938.
- Lebendiger Staub. Russlands Jugend im Kampf gegen die GPU, Essen, Essener Verlagstanstallt, 1938.
- Dans la tempête bolchevique ou l’aventure d’un chef scout, Parijs, Editions Spes, 1939.
- Les zéros humains, Parijs, Civilisation et Bolchevisme, 1939.
- Choses vues: camps de concentration soviétiques, in: La Revue belge, 1940.
- Kinder in Waﬀen, Berlijn, Europa-Verlag, 1941.
- Taina Solovkov, Berlijn, Russischer National-Verlag, 1942 (Franse vertaling in 1942 - Duitse vertaling in 1944 - Nederlandse vertaling in 1947-48 - nieuwe Franse uitgave onder de titel Le mystère du tombeau blanc in La Libre Belgique, 1948.
- Ruka admirala (de avonturen van een jonge Rus), Berlijn/Brussel, 1942-1943. (Franse vertaling in  Brussel, Ignis, 1943 - Nederlandse vertaling in 1944).
- Breendonck. Camp de tortures et de mort, Brussel, Editions Goemaere, 1944/1945.
- Un Chef scout dans la tempête bolchevique, herdruk 2015.
- Zagovor krasnogo Bonaparta (The conspiracy of the Red Bonaparte).
- Memorandum au sujet de la position tragique de “personnes déplacées” en Belgique, 1948–1949.

## Voetnoot
1. ↑   Het ging om Marie-Jeanne Thomissen.